# 高麗太祖
高麗太祖（：／ Goryeo Taejo；877年1月31日—943年7月4日），姓王，讳建（：／ Wang Geon），字若天（：／ Yak-ceon)，是高麗王朝的開國君主，918年至943年在位。王建原是后高句丽國王弓裔的大將，死後廟號太祖，諡號神聖大王。
高麗穆宗五年（1002年）四月加諡元明，高麗顯宗五年（1014年）三月加光烈，十八年（1027年）四月加大定，高麗文宗十年（1056年）十月加章孝，高麗仁宗十八年（1140年）加仁勇，高麗高宗四十年（1253年）十月加勇烈，通称應運光烈大定睿德章孝威穆仁勇神聖大王（：／ Ŭng'un kwangryeol taejeong yedek janghyo wimok in'yong sinseong daewang），葬於显陵。

## 生平
王建出生于開城。父亲王隆（後追尊庙号世祖）。
朝鮮半島的首個統一王朝新羅在經歷数百年國祚之後國力衰退，全國各地都有叛亂興起。王建作為王隆之子，與父親共同加入金弓裔陣營，年僅二十的他當時只為一小官，後因頻频立功，成為一支由弓裔領導的叛軍的大將軍。王建智勇雙全，且個人魅力十足，在軍中活躍非常。由於弓裔對部下非常冷血及殘暴，自認為彌勒佛，使他的部下拒絕再由弓裔領導。王建了解到弓裔之殘暴后盡量減少自己待在宮中的时间，而帶著一群心腹在外立功，使多國、多人降伏。他還打敗了當時号称“朝鮮第一海盜”的能昌并帶至弓裔前斬首。王建威名大振，令敌國聞風喪膽，他的功績与魅力自然使弓裔懷疑。弓裔將王建詔入宮中，稱王建欲造反，王建笑說並無此事。弓裔稱自己早看穿王建的心，後將頭抬起，作勢施法。弓裔的秘書崔凝故意掉筆，趁機告訴王建不認錯就得死。王建雖然沒有謀逆之心，但还是承认了，弓裔以王建直言不諱而放過他。百姓們見弓裔殘暴，轉而擁立王建，王建雖然多次拒絕，仍不敵人民們的推舉，終在918年，推翻弓裔自立為王，定都於開京（今朝鮮民主主義人民共和國開城市），改國號為高麗，後百濟的甄萱得訊前往贈禮。由於新羅已衰落到一定的程度，其國君抱王建撒淚，王建也於其共泣，此舉搏得了新羅的信賴。935年，新羅降伏。但是，對後百濟的戰爭卻进行的很艰难，雙方經常爭持不下。不过后百济很快陷入内乱，甄萱的兒子們大鬧，迫使甄萱只得於936年降伏於王建，王建不僅沒有除掉甄萱，還优待他。隨後，王建派將攻下後百濟，誅殺甄良劍與甄龍劍，免除甄神劍一死。此事過後，王建順利統一朝鮮半島。
之后王建致力于巩固国家的内部统一，抑制新罗时代地方豪强的势力，结束了国内的混乱局面，确立了府、州、郡、县的行政区划体系。对外，王建接收了部份被辽朝灭亡的渤海国遗民，与中国五代十国时期的诸王朝都保持了良好的关系，接受他们的册封。他还两度派遣使者前往日本要求建立友好通商关系，但是为日本方面拒绝。
统一后三国后，王建仅统治了7年就去世了。943年，王建去世，享年67岁。他开创了长达400多年的统一的高丽王朝，在历史上得到了很高的评价。
由于王建娶了新罗王室的公主为妻，并维持了朝鲜半岛贵族以前的势力范围，因此新罗贵族在王建去世后也没有挑战高丽统治朝鲜半岛的合法性。
王建开拓疆土，在泰封国越过大同江的基础上，大量向平壤移民，改平壤为西京，在平壤及其周边大力建城，收容渤海流民，到清川江宣誓主权，在东北面收留女真人。向后唐、后晋提议合击契丹。然而只有后晋出帝对此感兴趣。其後不久，王建去世，合击契丹的計劃流產。

## 家庭

### 王后
共29人。（王太后3人、王后3人、大夫人1人、夫人4人、院夫人18人）
| 稱號           | 姓氏   | 本貫   | 父               | 備註                         |
| -------------- | ------ | ------ | ---------------- | ---------------------------- |
| 神惠王后       | 柳氏   | 貞州   | 柳天弓           | 元妃，祔葬顯陵。             |
| 莊和王后       | 吴氏   | 羅州   | 吳多憐君         |                              |
| 神明顺成王太后 | 劉氏   | 忠州   | 劉兢達           |                              |
| 神靜王太后     | 皇甫氏 | 黃州   | 皇甫悌恭         |                              |
| 神成王太后     | 金氏   |        | 金億廉           |                              |
| 貞德王后       | 柳氏   | 貞州   | 柳德英           |                              |
| 獻穆大夫人     | 平氏   | 慶州   | 平俊             |                              |
| 貞穆夫人       | 王氏   | 溟州   | 王景             |                              |
| 東陽院夫人     | 庾氏   | 平州   | 庾黔弼           |                              |
| 肅穆夫人       |        | 鎭州   | 名必（姓氏不詳） |                              |
| 天安府院夫人   | 林氏   | 慶州   | 林彦             |                              |
| 興福院夫人     | 洪氏   | 洪州   | 洪規             |                              |
| 後大良院夫人   | 李氏   | 陝州   | 李元             |                              |
| 大溟州院夫人   | 王氏   | 溟州   | 王乂             |                              |
| 廣州院夫人     | 王氏   | 廣州   | 王規             |                              |
| 小廣州院夫人   | 王氏   | 廣州   | 王規             |                              |
| 東山院夫人     | 氏     | 昇州   | 朴英規           |                              |
| 禮和夫人       | 王氏   | 春州   | 王柔             |                              |
| 大西院夫人     | 金氏   | 洞州   | 金行波           | 出家爲尼。                   |
| 小西院夫人     | 金氏   | 洞州   | 金行波           | 出家爲尼。                   |
| 西殿院夫人     |        |        |                  |                              |
| 信州院夫人     | 康氏   | 信州   | 康起珠           | 生一子，早卒。高麗光宗養母。 |
| 月華院夫人     |        |        | 英章（姓氏不詳） |                              |
| 小黃州院夫人   |        |        | 順行（姓氏不詳） |                              |
| 聖茂夫人       | 氏     | 平州   | 朴智胤           |                              |
| 義城府院夫人   | 洪氏   | 義城府 | 洪儒             |                              |
| 月鏡院夫人     | 氏     | 平州   | 朴守文           |                              |
| 夢良院夫人     | 氏     | 平州   | 朴守卿           |                              |
| 海良院夫人     | 成氏   | 海平   | 成宣必           |                              |

### 子女

#### 子
| 稱號         | 名     | 生母             | 配偶                      | 子女                                                            | 備註                                       |
| ------------ | ------ | ---------------- | ------------------------- | --------------------------------------------------------------- | ------------------------------------------ |
| 高丽惠宗     | 王武   | 莊和王后吳氏     | 義和王后林氏              | 興化宮君 太子 王濟 慶和宮夫人林氏 貞憲公主 明惠夫人             |                                            |
| 太子         | 王泰   | 神明王太后劉氏   | 公主                      |                                                                 |                                            |
| 高丽定宗     | 王尧   | 神明王太后劉氏   | 文恭王后朴氏 文成王后朴氏 | 慶春院君 公主                                                   |                                            |
| 高丽光宗     | 王昭   | 神明王太后劉氏   | 大穆王后皇甫氏            | 高麗景宗 王伷 孝和太子 千秋殿夫人 寶華宮夫人 文德王后劉氏       |                                            |
| 高丽文元大王 | 王貞   | 神明王太后劉氏   | 文惠王后                  | 千秋殿君 獻懿王后劉氏                                           |                                            |
| 證通國師     |        | 神明王太后劉氏   |                           |                                                                 |                                            |
| 高丽戴宗     | 王旭   | 神靜王太后皇甫氏 | 宣義王后柳氏              | 孝德太子 高麗成宗 王治 敬章太子 獻哀王太后皇甫氏 獻貞王后皇甫氏 | 光宗二十年（969年）十一月卒。              |
| 高丽安宗     | 王郁   | 神成王太后金氏   |                           | 高麗顯宗 王詢                                                   |                                            |
| 王位君       |        | 貞德王后柳氏     |                           |                                                                 |                                            |
| 仁愛君       |        | 貞德王后柳氏     |                           |                                                                 |                                            |
| 元莊太子     |        | 貞德王后柳氏     | 興芳宮主                  | 興芳宮大君 大明宮夫人柳氏                                       |                                            |
| 助伊君       |        | 貞德王后柳氏     |                           |                                                                 |                                            |
| 壽命太子     |        | 獻穆大夫人平氏   |                           | 弘德院君 王圭                                                   |                                            |
| 孝穆太子     | 王義   | 東陽院夫人庾氏   |                           | 子（出家）                                                      |                                            |
| 孝隱太子     | 王垣   | 東陽院夫人庾氏   |                           | 尙書左僕射王琳 贈工部尙書王禎                                   |                                            |
| 元寧太子     |        | 肅穆夫人         |                           | 孝當太子                                                        |                                            |
| 孝成太子     | 王琳珠 | 天安府院夫人林氏 | 公主（定宗長女）          |                                                                 | 另一說名珠琳。                             |
| 孝祗太子     |        | 天安府院夫人林氏 |                           |                                                                 |                                            |
| 太子         | 王稷   | 興福院夫人洪氏   |                           |                                                                 |                                            |
| 廣州院君     |        | 小廣州院夫人王氏 |                           |                                                                 | 外祖父王規謀反被誅殺後，廣州院君下落不明。 |
| 孝悌太子     |        | 聖茂夫人氏       |                           |                                                                 |                                            |
| 孝明太子     |        | 聖茂夫人氏       |                           |                                                                 |                                            |
| 法登君       |        | 聖茂夫人氏       |                           |                                                                 |                                            |
| 資利君       |        | 聖茂夫人氏       |                           |                                                                 |                                            |
| 義城府院大君 |        | 義城府院夫人洪氏 | 公主                      |                                                                 |                                            |

#### 女
| 稱號           | 生母             | 配偶            | 備註                                                               |
| -------------- | ---------------- | --------------- | ------------------------------------------------------------------ |
| 安貞淑儀公主   | 神明王太后劉氏   | 新羅敬順王 金傅 | 別稱樂浪公主、神鸞宮夫人。                                         |
| 興芳宮主       | 神明王太后劉氏   | 元莊太子        |                                                                    |
| 大穆王后皇甫氏 | 神靜王太后皇甫氏 | 高麗光宗 王昭   | 高麗景宗王伷、孝和太子、千秋殿夫人、寶華宮夫人、文德王后劉氏之母。 |
| 文惠王后       | 貞德王后柳氏     | 文元大王 王貞   |                                                                    |
| 宣義王后柳氏   | 貞德王后柳氏     | 高麗戴宗 王旭   | 高麗成宗王治之母。                                                 |
| 公主           | 貞德王后柳氏     | 義城府院大君    | 封號不詳。                                                         |
| 順安王大妃     | 貞穆夫人王氏     | 不詳            | 封王大妃的原因不詳。                                               |
| 公主           | 興福院夫人洪氏   | 太子 王泰       | 封號不詳。                                                         |
| 公主           | 聖茂夫人氏       | 新羅敬順王 金傅 | 封號不詳。                                                         |

## 影視形象
- 金慶應（朝鲜语：김경응 (배우)） - 1996年~1998年, 《龍之淚》，KBS
- 崔秀宗（幼年：吳賢喆（朝鲜语：오현철）） - 2000年~2002年, 《太祖王建》, KBS1
- 李文洙（朝鲜语：이문수） - 2002年~2003年, 《帝國的早晨》, KBS1
- 趙明男（朝鲜语：조명남） - 2009年, 《千秋太后》, KBS2
- 南慶邑 - 2015年, 《輝煌或瘋狂》, MBC
- 趙敏基 - 2016年, 《月之戀人－步步驚心：麗》, SBS